# Hunters Hill
Hunters Hill – geograficzna nazwa dzielnicy (przedmieścia), położona na terenie samorządu lokalnego Hunter’s Hill, wchodzącego w skład aglomeracji Sydney, w stanie Nowa Południowa Walia, w Australii.

## Galeria

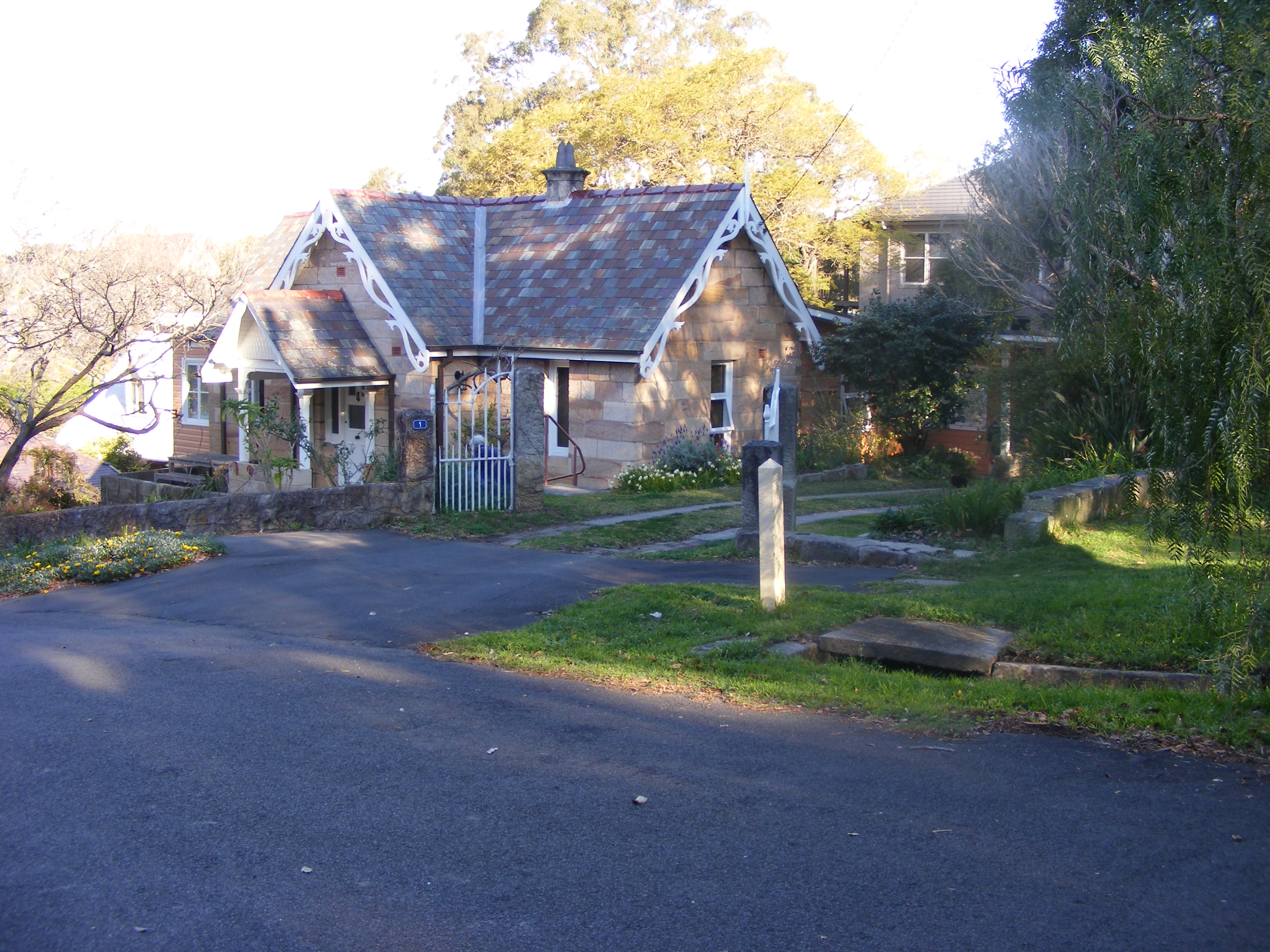
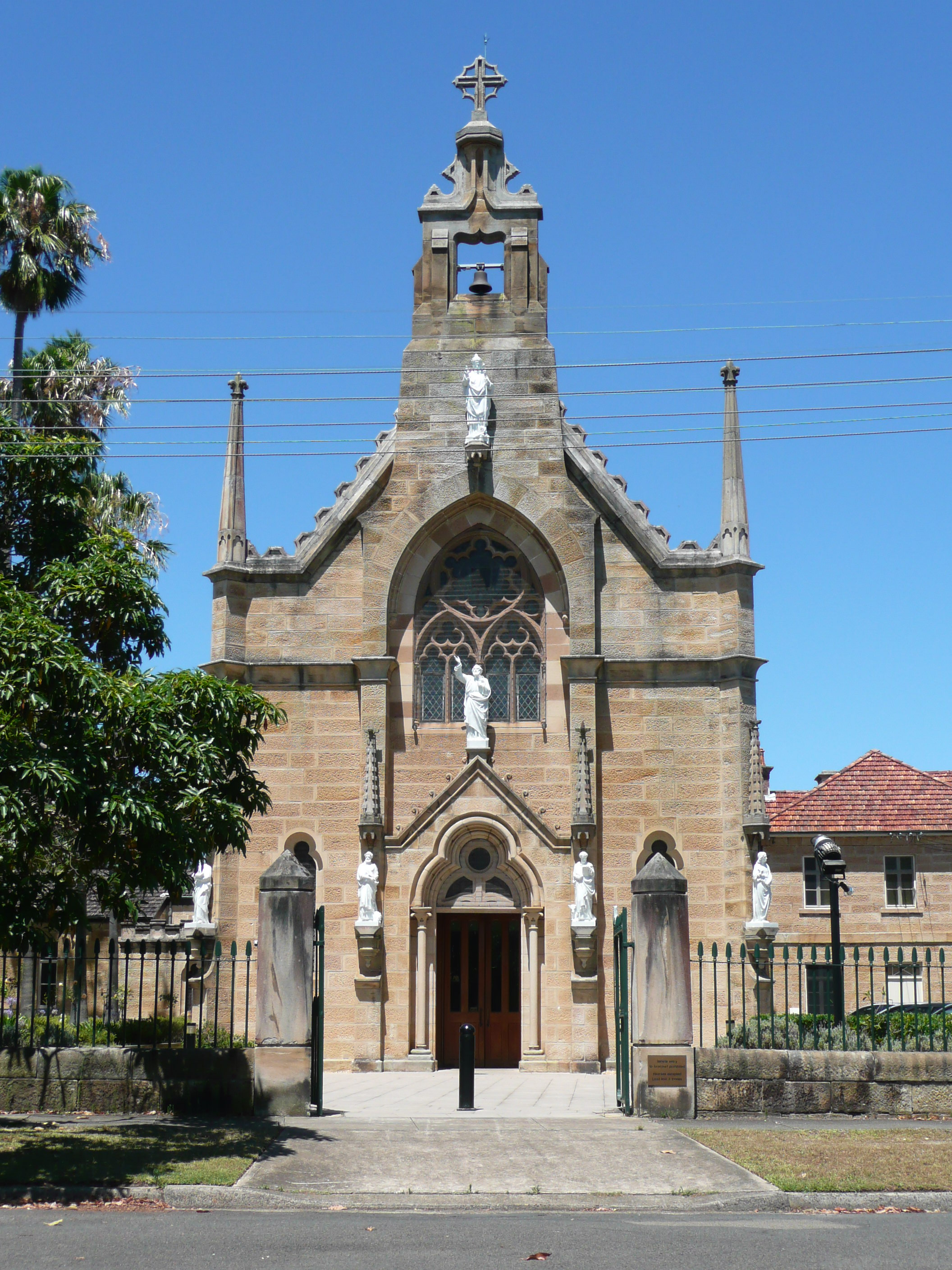
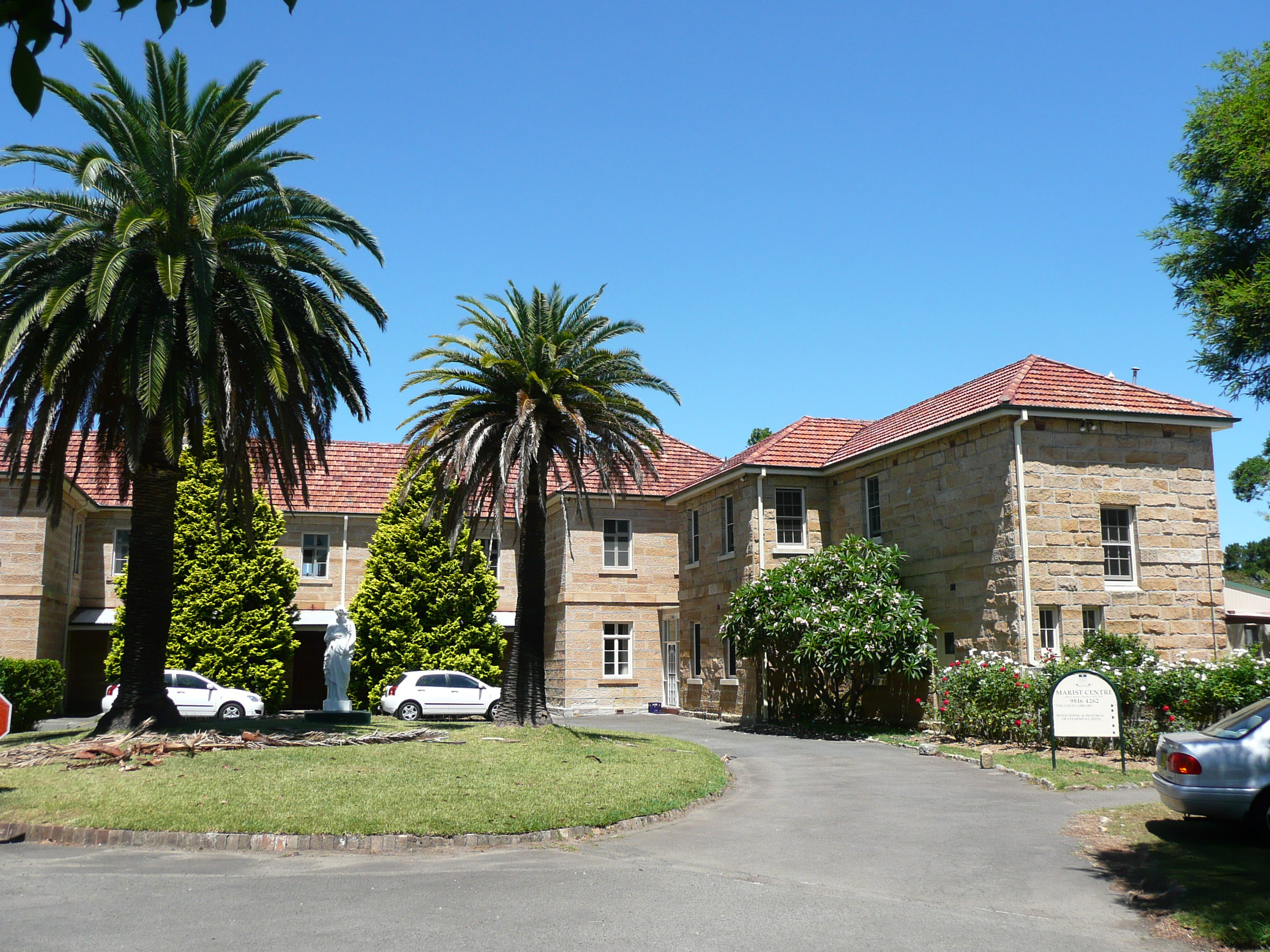